# Мир (кинотеатр, Тверь)
МБУ ДЦ «Мир» (бывший кинотеатр до 2002 г.) — муниципальное бюджетное учреждение культуры клубного типа, расположенное в микрорайоне Южный города Твери на улице Можайского, 63. Является молодым и прогрессивным учреждением культуры в Московском районе города Твери.

## Деятельность центра
Досуговый центр «Мир» организовывал премьеры отечественных фильмов, творческие встречи с их создателями: А. Г. Абдулов, Н. С. Михалков, В. М. Приёмыхов и другими. В настоящее время учреждение представляет собой культурный центр где работают клубные формирования (кружки) и проводятся культурно-массовые мероприятия по различным направлениям (концерты, развлекательные и игровые программы, вечера отдыха, познавательные программы, тематические встречи и т. д.). Коллективы центра насчитывают 800 участников, среди них Заслуженный коллектив народного творчества Тверской области образцовый ансамбль народного танца «КАБЛУЧОК»; Народный самодеятельный коллектив студия современной хореографии «ВЫСОТА»; Образцовая вокальная эстрадная студия «ПАРУС»; Народный самодеятельный коллектив ансамбль танца «ВЕЛИЯ»